# فلیسین کمپنرس
فلیسین کمپنرس (انگلیسی: Félicien Kempeneers) ژیمناست هنری اهل بلژیک بود. 
از افتخارات وی میتوان به کسب مدال نقره تیمی تمام اسباب مردان در بازی‌های المپیک تابستانی ۱۹۲۰ اشاره کرد.